# 레반 코비아슈빌리
레반 코비아슈빌리(조지아어: ლევან კობიაშვილი, Levan Kobiashvili, 1977년 7월 10일, 트빌리시 ~ )는 조지아의 은퇴한 축구 선수이다.

## 경력
자신의 고향을 연고로 하는 축구 클럽인 아와사 트빌리시에서 축구를 시작하였다. 그 이후, 그는 FC 메탈루르기 루스타비, FC 디나모 트빌리시, 그리고 FC 알라니야 블라디캅카스를 거쳐 1998년에 당시 몇명의 동료 조지아 출신 선수들을 보유했던 SC 프라이부르크로 이적하였다. 그는 프라이부르크에서의 첫 하프 시즌에 클럽의 1 분데스리가승격을 도왔다. 다음 시즌, 프라이부르크는 강등권을 탈출하는 것은 물론이며 2001년에는 리그를 5위로 마감하여 UEFA컵 진출권도 획득하였다. 그러나 이어지는 다음 시즌에서 프라이부르크는 2 분데스리가로 다시 강등당했다. 이듬해 프라이부르크가 1 분데스리가로 재승격한 뒤, 코비아슈빌리는 FC 샬케 04로 이적하였다. 그는 샬케 소속으로, 분데스리가를 2005년, 2007년에 두 차례 분데스리가 준우승을 거두었고, 2005년에는 DFB-포칼 준우승도 거두었다. 2005-06 시즌, 그는 샬케의 UEFA 컵 준결승 진출을 도왔다. 샬케는 준결승에서 이 시즌 챔피언인 세비야 FC에 패하였다. 2008년, 샬케는 UEFA 챔피언스리그 8강에 진출하였으나, 8강전에서 FC 바르셀로나에 홈과 원정에서 각각 0-1로 석패하여 탈락하였다. 그는 35번의 유럽대항전에 출장하여, 샬케 선수들 중 유럽대항전 출장 횟수가 세 번째로 많으며, 7골을 기록하여 클라우스 피셔, 케빈 쿠라니, 린코웅과 4위 동률을 이루고 있다.
2009년 12월 20일, 그는 FC 샬케 04를 떠날 것임을 발표하였다. 그는 2010년 1월 1일에 헤르타 BSC 베를린으로 둥지를 옮겼다.

### 포지션
그는 주로 레프트 백이나 레프트 윙어로 기용된다. 그는 패싱 능력과 좋은 체력을 가지고 있다. 레반은 또한 왼발에 능하며, 세트피스에도 능하다.

## 수상
FC 디나모 트빌리시
- 조지아 리그: 1995, 1996, 1997, 1998
- 조지아 컵: 1995, 1996, 1997
- 조지아 슈퍼컵: 1996, 1997

SC 프라이부르크
- 2 분데스리가: 1997-98, 2002-03

FC 샬케 04
- UEFA 인터토토컵: 2003, 2004
- 1 분데스리가 준우승: 2004-05, 2006-07
- DFB-포칼 준우승: 2004-05
- DFB-리가포칼: 2006

## 같이 보기
- A매치 100경기 이상 출전한 축구 선수 명단